# Elezioni parlamentari in Norvegia del 1891
Le elezioni parlamentari in Norvegia del 1891 si tennero tra l'8 giugno e il 7 dicembre. Esse hanno visto la vittoria del Partito Liberale con 63 seggi su 114.  Il Partito Conservatore e il Partito Liberale Moderato si sono presentati in un'alleanza che ha visto la formazione di un'unica lista. Solo in alcune circoscrizioni ci sono state le liste separate .

## Risultati
| Partito Liberale                                 | 51 780  | 50,84 | 63  |  |  |  |
| Partito Conservatore - Partito Liberale Moderato | 50 059  | 49,16 | 35  |  |  |  |
| Totale                                           | 101 839 | 100   | 114 |  |  |  |
|                                                  |         |       |     |  |  |  |
| Voti non validi                                  | 1 092   | 1,06  |     |  |  |  |
| Votanti                                          | 102 931 |       |     |  |  |  |